# Hypoestes radicans
Hypoestes radicans är en akantusväxtart som beskrevs av Defl.. Hypoestes radicans ingår i släktet Hypoestes och familjen akantusväxter. Inga underarter finns listade i Catalogue of Life.